# Tapis de Mechhed
 (juillet 2016).
Le tapis de Mechhed est un type de tapis persan.
Les tapis de Mashhad sont classés en deux groupes : les Mashhad et les Mashhad turkbâf. Le turkbâf, comme son nom l'indique, est réalisé au nœud turc par des artisans émigrés de Tabriz à Mechhed au XIXe siècle. 

## Description
Les deux groupes de tapis portent le motif floral dit islim, signifiant « serpent ». Sur tout le champ apparaissent des fines volutes ondulées, d'où le nom de serpent. Le médaillon central est généralement rond. 

Les couleurs sont vives, avec une dominante de rouge. La bordure est formée de deux ou trois bandes latérales, assez étroites, décorées de fleurs et d'une large bande centrale agrémentée du motif islim ou de fleurs enfermées dans des rectangles et des losanges.